# Bérenger de Landorre
Bérenger de Landorre (Landora, Landorra, Berenguel de Landoria, Landória, Landoira) est un religieux méridional français, né en 1262 à Salmiech en Rouergue et mort en 1330. Ses ossements furent rapatriés à Rodez en 1406 et disparurent de l'église Saint-Amans à la Révolution française. Entré chez les dominicains, il est devenu maître de l'ordre des frères prêcheurs, puis archevêque de Saint-Jacques-de-Compostelle.

## Sa famille
Bérenger de Landorre est né dans l'une des plus anciennes et des plus puissantes familles de la noblesse du Rouergue. L'historien du Rouergue, Hippolyte de Barrau, écrit qu'aux États du Rouergue elle avait rang immédiatement après la maison d'Arpajon et avant les seigneurs de Sévérac.
Sa famille posséda du début du XIIIe siècle jusqu'à la fin du XVe siècle, époque de son extinction, les terres de la baronnie de Landorre (Arvieu, Trémouilles, la châtellenie de Salmiech, et autres fiefs aux alentours). Elle trouve, selon la tradition, son origine au château de Landorre, aujourd'hui disparu, sur les bords de la rivière du Viaur près du pont de la Capelle. Elle aurait quitté ce château avant la fin du XIIe siècle pour s'installer à Arvieu.
Béranger est l'un des fils d'Hugues de Landorre, damoiseau, seigneur de Salmiech et de la baronnie de Landorre.
En 1369 Arnaud de Landorre était sénéchal de Rouergue.

## Le dominicain
- 1289, lector artium au couvent de Limoges (Douais, Organisation des études, p. 210, Toulouse, BM 490, f. 350B)
- 1290, lector artium au couvent de Brives (Douais, Organisation des études, p. 210, Toulouse, BM 490, f. 352B)
- 1291, lector artium au couvent de Bergerac (Douais, Organisation des études, p. 211, Toulouse, BM 490, f. 352B)
- 1297, il est lecteur en théologie au couvent d’Albi (Douais, Organisation des études, p. 262, Toulouse, BM 490, f. 371A) : "Fr. Berengarius de Ladora et disputet". Il semble y remplacer Bonus Mancipius mentionné en 1294 et il  est remplacé en 1298 par Bertrand Fulcodii.

Comme maître de l'ordre, il institua en 1312 les Frères Pérégrinants pour la mission d'Asie, avec Franco de Pérouse comme vicaire général ; leurs couvents étaient situés à Pera (Constantinople), Capha, Trebizond, Negropont et fondèrent en Arménie et en Perse. 
Bérenger contribua à la promotion de la théologie de Thomas d'Aquin, s'opposa à Durand de Saint-Pourçain, chargea Bernard Gui de rédiger son sanctoral.

## L'archevêque de Saint-Jacques-de-Compostelle
Le 15 juillet 1317, il a été nommé archevêque de Saint-Jacques-de-Compostelle, à 55 ans. Onze mois plus tard, il se rendit à Santiago pour reprendre son poste. L'évêque a tenté d'entrer dans la ville quatre fois, mais trois fois il a été repoussé dans des embuscades. Puis il a conçu un plan d'attaque à partir de Coruña de Padrón y Noia.  Le 16 septembre 1320, il invita les chefs du soulèvement dans son château de La Rocha Forte (es) où il les a fait assassinés. Après les événements, le 27 septembre, la paix était signée.
Il entreprit d'importants travaux à la cathédrale de Compostelle où une tour, la Berenguela, porte son nom.

## Œuvres
Faussement attribué à Bérenger de Landorre : Lumen animæ, seu liber moralitatum magnarum rerum naturalium, compilé par Matthias Farinator, Augsbourg (1477). 

## Sources
- Hechos de Don Berenguel de Landoria, Arzobispo de Santiago: Introduccion, Edicion Critica y Traduccion (1983) Manuel C. Díaz y Díaz, translation of the chronicle Gesta Berengarii de Landoria archiepiscopi Compostellani.

Sur la famille de Landorre
- Hippolyte de Barrau, Documents historiques et généalogiques sur les familles et les hommes remarquables du Rouergue dans les temps anciens et modernes, tome 1er, pages 423 à 468 (de Landorre, barons de Landorre, vicomtes de Cadars), Rodez, 1853-1860 (lire en ligne)